# Saint-Denis-du-Maine
Saint-Denis-du-Maine är en kommun i departementet Mayenne i regionen Pays de la Loire i nordvästra Frankrike. Kommunen ligger i kantonen Meslay-du-Maine som tillhör arrondissementet Laval. År 2022 hade Saint-Denis-du-Maine 456 invånare.

## Befolkningsutveckling
Antalet invånare i kommunen Saint-Denis-du-Maine
| Referens: INSEE |